# Vilijam Astburi
Vilijam Tomas Astburi (ili Bil Astburi; 25. februara 1898, Longton — 4. jun 1961, Lids) je engleski fizičar i molekularni biolog. On je bio pionir u istraživanjima primene difrakcije X-zraka na biološke molekule. Njegov rad na keratinu je uspostavio fondaciju za Linus Paulingovo otkriće alfa heliksa. On je takođe studirao strukturu DNK.

## Literatura
- Bailey K. (1961) "William Thomas Astbury (1898—1961): A Personal Tribute", Adv. Protein Chem., 17, x-xiv.
- Astbury WT and Woods HJ. (1931) "The Molecular Weights of Proteins", Nature, 127, 663-665.
- Astbury WT and Street A. (1931) "X-ray studies of the structures of hair, wool and related fibres. I. General", Trans. R. Soc. Lond., A230, 75-101.
- Astbury WT. (1933) "Some Problems in the X-ray Analysis of the Structure of Animal Hairs and Other Protein Fibers", Trans. Faraday Soc., 29, 193-211.
- Astbury WT and Woods HJ. (1934) "X-ray studies of the structures of hair, wool and related fibres. II. The molecular structure and elastic properties of hair keratin", Trans. R. Soc. Lond., A232, 333-394.
- Astbury WT and Sisson WA. (1935) "X-ray studies of the structures of hair, wool and related fibres. III. The configuration of the keratin molecule and its orientation in the biological cell", Proc. R. Soc. Lond., A150, 533-551.
- Neurath H. (1940) "Intramolecular folding of polypeptide chains in relation to protein structure", J. Phys. Chem., 44, 296-305.
- Taylor HS. (1942) "Large molecules through atomic spectacles", Proc. Am. Philos. Soc., 85, 1-12.
- Huggins M. (1943) "The structure of fibrous proteins", Chem. Rev., 32, 195-218.
- Bernal, J. D. (1963). "William Thomas Astbury. 1898-1961." Biographical Memoirs of Fellows of the Royal Society. v. 9, p. 1-35.
- Olby, Robert (1970). „Astbury, William Thomas”. Dictionary of Scientific Biography. 1. New York: Charles Scribner's Sons. стр. 319—320. ISBN 978-0-684-10114-9.

## Spoljašnje veze
- Astburi centrar za strukturnu biologiju
- Vilijam Astburi Архивирано на веб-сајту  (29. фебруар 2012)